# Alstonia venenata
Alstonia venenata  là một loài thực vật có hoa trong họ La bố ma. Loài này được R.Br. mô tả khoa học đầu tiên năm 1810.

## Hình ảnh

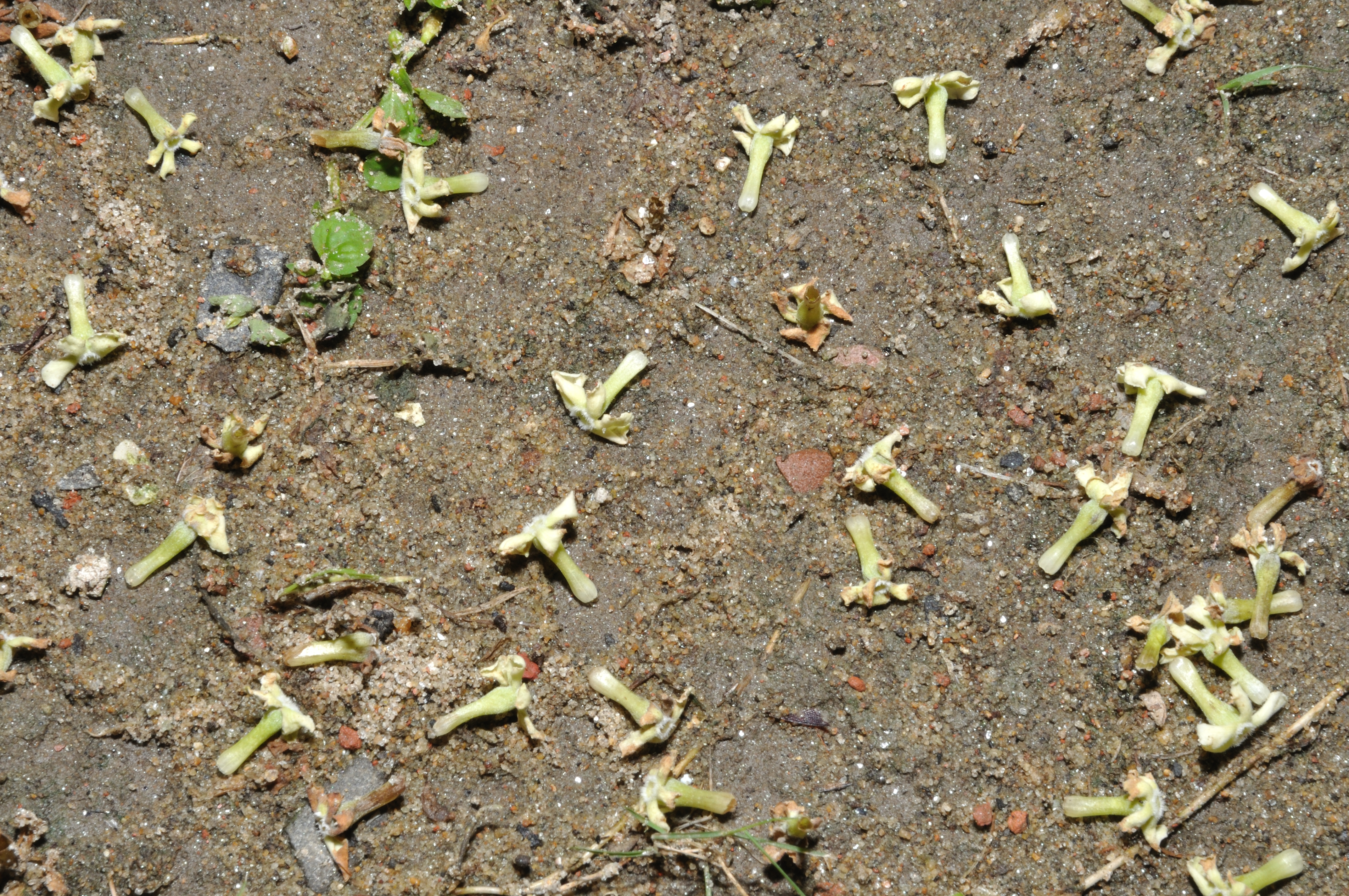
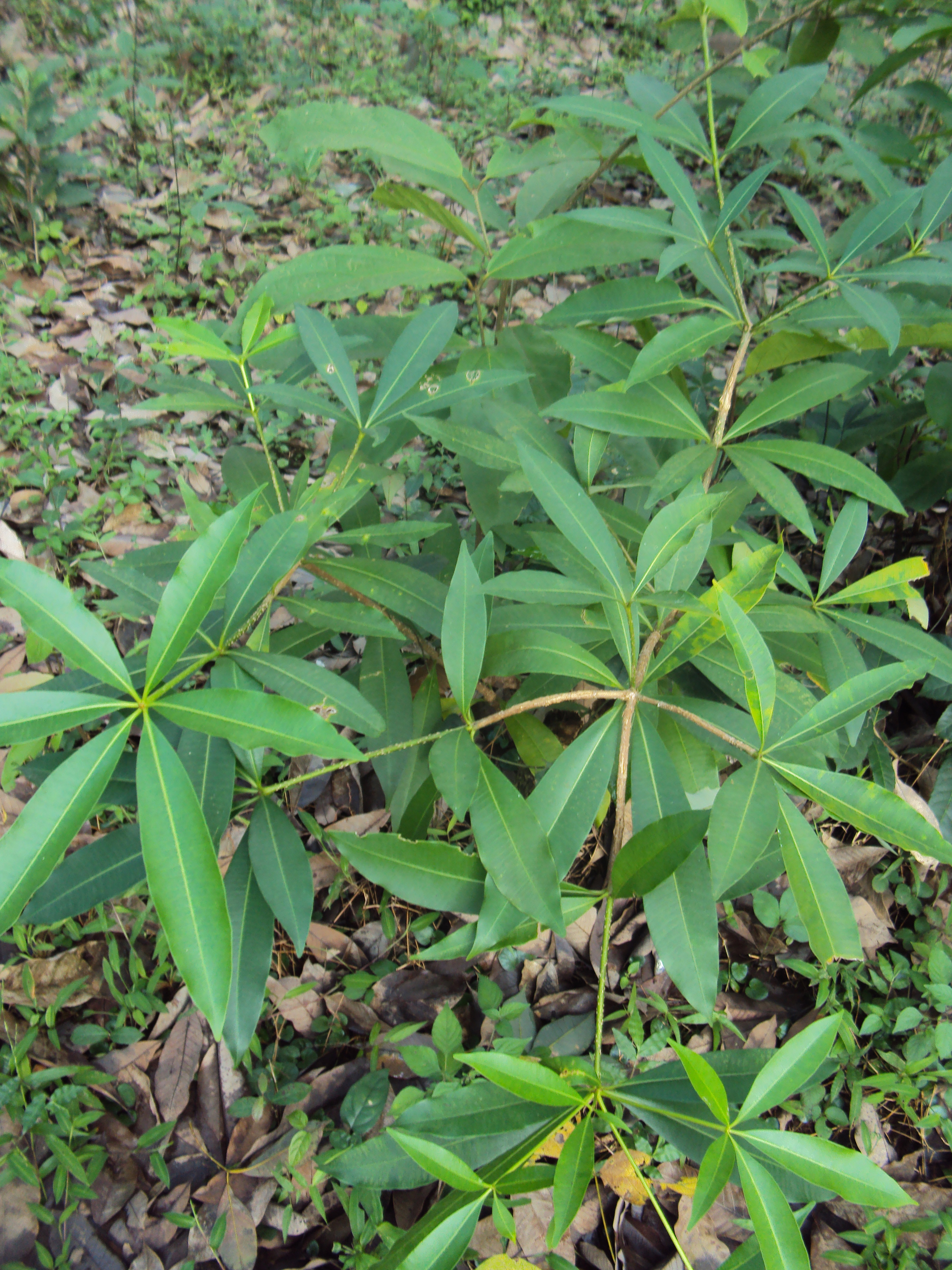